# Micromyrtus ciliata
Micromyrtus ciliata är en myrtenväxtart som först beskrevs av James Edward Smith, och fick sitt nu gällande namn av George Claridge Druce. Micromyrtus ciliata ingår i släktet Micromyrtus och familjen myrtenväxter. Inga underarter finns listade i Catalogue of Life.